# Villach

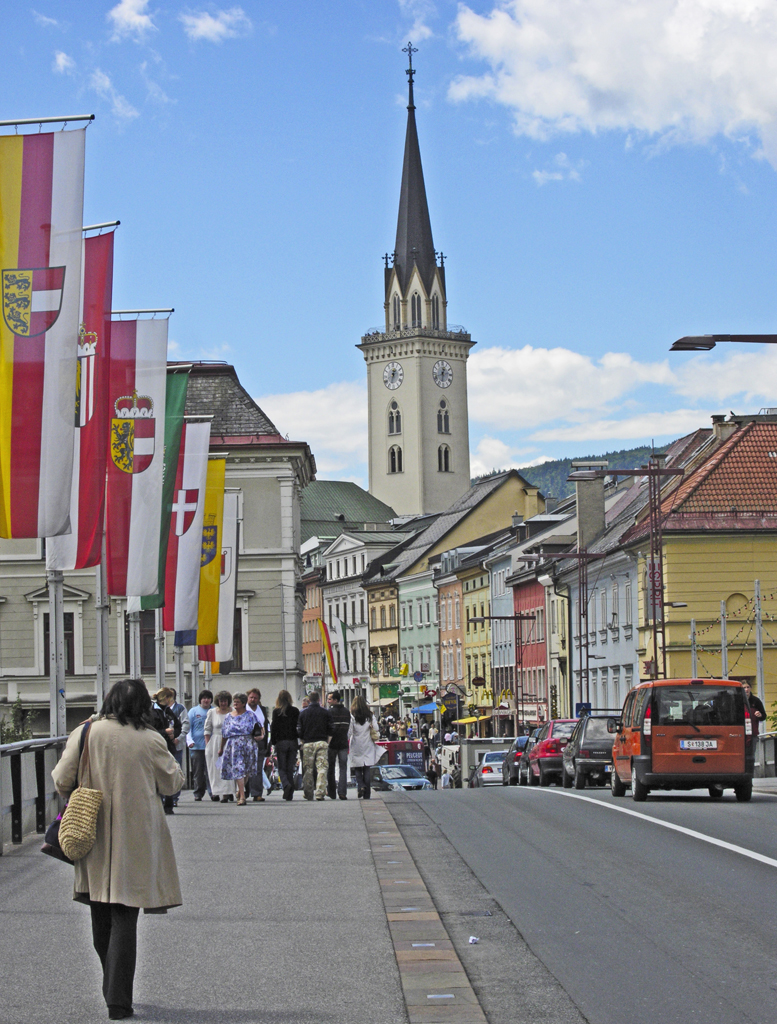
Cidade histórica de Villach

Villach é a segunda maior cidade austríaca do estado de Caríntia.